# Capnodiaceae
Capnodiaceae é uma família de fungos pertencentes ao filo Ascomycota, classe Dothideomycetes. As espécies desta família tem uma distribuição natural alargada, mas são especialmente prevalentes nas regiões tropicais e subtropicais e nas florestas húmidas temperadas.

## Géneros
De acordo com a versão de 2007 do Outline of Ascomycota, os seguintes géneros estão agrupados nas Capnodiaceae. Alguns géneros têm inclusão incerta, sendo aqui indicados como sob inclusão tentativa.
- Aithaloderma – tentativa
- Anopeltis – tentativa
- Callebaea – tentativa
- Capnodaria
- Capnodium
- Capnophaeum – tentativa
- Ceramoclasteropsis – tentativa
- Echinothecium – tentativa
- Hyaloscolecostroma – tentativa
- Phragmocapnias
- Polychaeton – tentativa
- Scoriadopsis – tentativa
- Scorias